# 章平 (诗人)
章平（1958年—），浙江青田人，作家，中国诗人。
章平于1979年出国移居荷兰，现在比利时定居。作有长篇小说《孑影游魂》和《冬之雪》，诗集《心的墙/树和孩子》、《飘雪的世界》等，另有数十篇中短篇小说。

## 主要作品
- 《孑影游魂》(1992)
- 《心的墙/树和孩子》(1993)
- 《冬之雪》(1997)
- 《飘雪的世界》(1999)